# Палланте, Мария
Мария Палланте (5 февраля 1964 года в Уэствилле, Нью-Джерси, США) — американский юрист, назначенная 12-м Регистратором авторских прав Соединённых Штатов в Бюро авторского права. Изначально была назначена на должность регистратора как исполняющая обязанности с 1 января 2011 года, сменив на этом посту Марибет Петерс, ушедшую в отставку 31 декабря 2010 года. С 1 июня 2011 года, она была назначена на должность на постоянной основе.

## Карьера
До своего назначения, Палланте служила в Бюро авторского права в качестве советника по вопросам политики (1996—1997), заместителя генерального советника (2007—2008) и адъюнкта регистратора по политике и международным делам (2008—2010 годы).
Помимо работы в Бюро авторского права, Палланте была помощником директора из авторской гильдии (1991—1993), исполнительным директором Национального союза писателей (1993—1995), и адвокатом интеллектуальной собственности для Фонда Гуггенхайма (1999—2007).
Вскоре после своего назначения исполняющей обязанности регистратора авторских прав, Палланте предложила амбициозный план обновления закона об авторском праве и перемещения офиса Бюро авторского права. В своей статье под названием The Next Great Copyright Act она размышляет, в частности о том, что «трудно увидеть, как авторское право XXI века может хорошо функционировать без Бюро XXI века».